# Georges-Louis Leclerc de Buffon

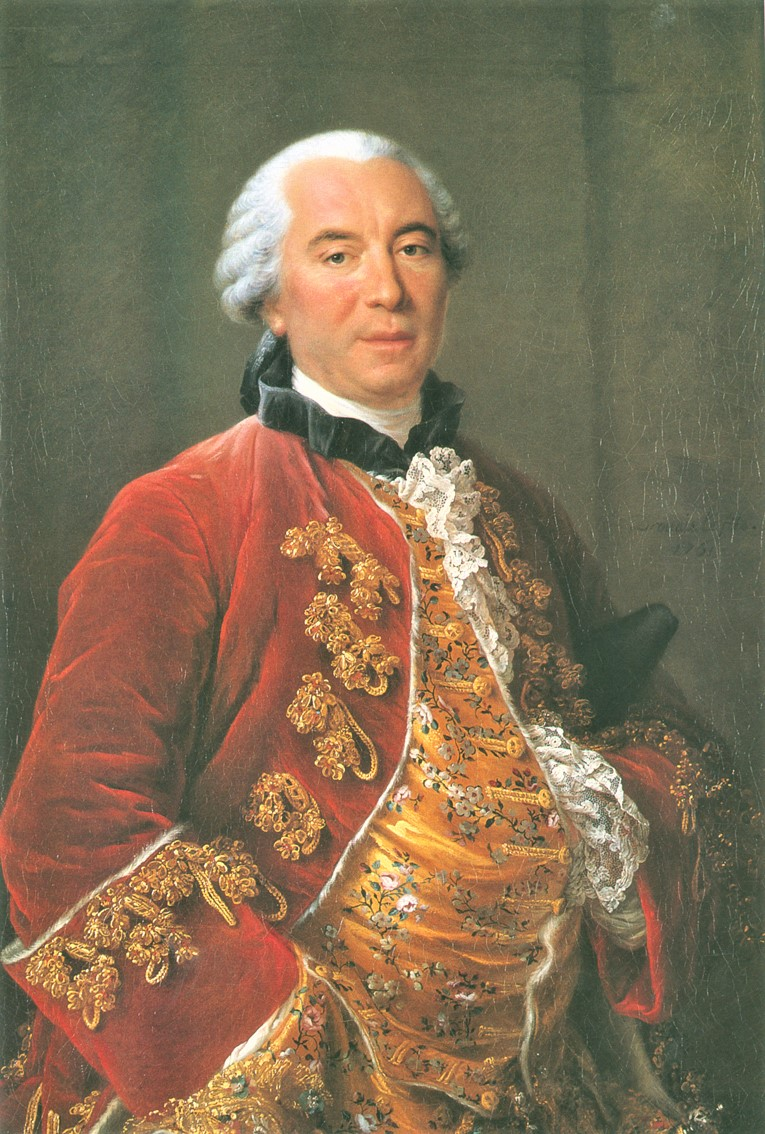
Porträt von François-Hubert Drouais (1727–1775)

Georges-Louis Leclerc, Comte de Buffon  [ʒɔʁʒ lwi ləklɛʁ kɔ̃t də byfɔ̃]; (* 7. September 1707 in Montbard; † 16. April 1788 in Paris) war ein französischer Naturforscher. Sein offizielles botanisches Autorenkürzel lautet „Buffon“.

## Leben und Wirken

### Herkunft und Ausbildung
Georges-Louis Leclerc, seit seiner Nobilitierung 1773 Comte de Buffon, war das erste der fünf Kinder von Benjamin-François Leclerc (1683–1775) und seiner ersten Ehefrau Anne-Christine Marlin (1681–1731). Sein Vater war als Anwalt für das Parlament von Burgund tätig und für das Eintreiben der Salzsteuer verantwortlich. Zur Hochzeit erhielt seine Mutter von ihrem kinderlosen Onkel Georges-Louis Blaisot († 1714), der als Steuereintreiber für den Herzog von Savoyen Viktor Amadeus II. sein Vermögen erworben hatte, eine üppige Aussteuer. Nach dem Tod von Blaisots Witwe im Jahr 1717 erbte der junge Buffon das Vermögen seines Taufpaten. Sein Vater erwarb mit diesem Geld die Seigneurie von Buffon, einem kleinen Dorf unweit von Montbard, sowie die Herrschaftsrechte über das Gut von Montbard. 1720 erkaufte sich Buffons Vater außerdem das Amt eines Beraters des Parlaments von Burgund.
Bereits 1717 hatte die Familie ihren Wohnsitz nach Dijon verlegt. Hier erhielt Buffon auf dem von den Jesuiten geleiteten Collège des Godrans von 1717 bis 1723 seine erste Ausbildung und freundete sich mit dem späteren Abbé Le Blanc (1707–1781) an. Seine Leistungen waren nicht besonders herausragend. Er entwickelte jedoch ein ausgeprägtes Interesse für Mathematik. Buffon las Euklids Schriften und studierte Marquis de l’Hospitals 1696 erschienenes Lehrbuch über Differentialrechnung. Nach Abschluss der Schule schrieb sich Buffon 1723 an der Juristischen Fakultät der kurz zuvor gegründeten Universität von Dijon ein. Hier traf er seinen ehemaligen Klassenkameraden Charles de Brosses wieder und lernte Gilles-Germain Richard de Ruffey (1706–1794) kennen. Mit beiden verband Buffon eine lebenslange Freundschaft. Die Freunde erhielten Zugang zum Kreis des Parlamentspräsidenten Jean Bouhier, der einmal wöchentlich in seine umfangreiche Bibliothek lud. Der Humanist Bouhier begeisterte sich für die philosophischen Ideen von John Locke und Gottfried Wilhelm Leibniz. Vermutlich war es Bouhier, der Buffon in seinem Interesse an Naturforschung und Philosophie bestärkte.
Buffon beschloss, sich vollständig der Wissenschaft zuzuwenden. Seine mathematischen Kenntnisse waren bereits auf dem Forschungsstand seiner Zeit. Er selbst gab später an, zu dieser Zeit den von Isaac Newton verallgemeinerten Binomischen Lehrsatz entdeckt zu haben. 1727 begann Buffons Briefwechsel mit dem Genfer Mathematikprofessor Gabriel Cramer. Den Kontakt zu Cramer vermittelte ihm eventuell Charles-Catherine Loppin de Gemeaux (1714–1805). 1728 zog Buffon nach Angers, um dort seine Studien fortzusetzen. Die Gründe für seine Wahl sind unklar. Möglicherweise war die Lehrtätigkeit des Mathematikprofessors Père de Landreville am College de l’Oratoire ausschlaggebend. In Angers studierte er Mathematik, botanisierte und belegte verschiedene Medizinkurse. Hier las er Newtons Schriften und Bernard le Bovier de Fontenelles Elements de la geometrie de l' infini aus dem Jahr 1727. Aus ungeklärten Gründen war Buffon in ein Duell verwickelt, infolge dessen er gezwungen war, Angers im Oktober 1730 zu verlassen und nach Dijon zurückzukehren.
Am 3. November 1730 brach Buffon mit Evelyn Pierrepont, dem zweiten Duke von Kingston-upon-Hull, und dessen Lehrer Nathan Hickman (um 1695–1746) zu einer ausgedehnten Reise durch Südfrankreich und Italien auf. Sie führte zunächst über Nantes, Bordeaux, Toulouse, Montpellier bis nach Lyon, das sie im Mai 1731 erreichten. Buffon musste die Reise unterbrechen, da seine Mutter erkrankte; sie starb am 1. August 1731. Im Oktober 1731 war Buffon in Genf und konnte dort Cramer sprechen, der ihn mit dem Sankt-Petersburg-Paradoxon vertraut machte. In Genf traf er seine Reisegefährten wieder. Die weitere gemeinsame Reise führte über Turin, Mailand, Genua, Pisa, Florenz und endete in Rom. Nach dem Faschingsdienstag 1732 kehrte Buffon in seine Heimatstadt zurück.
Nach dem Tod von Buffons Mutter heiratete sein Vater am 30. Dezember 1732 die deutlich jüngere Antoinette Nadault (1709–1770). Buffon zwang seinen Vater zur Herausgabe seines vom Onkel Blaisot geerbten Vermögens. Ob es dabei zu einer gerichtlichen Auseinandersetzung kam, ist nicht bekannt. Das Verhältnis zu seinem Vater blieb jedoch lange Zeit angespannt.

### Aufnahme in die Académie des sciences
Im Juli 1732 ließ sich Buffon bei Gilles-François Boulduc (1675–1741), einem Apotheker von König Ludwig XV., im Pariser Bezirk Faubourg Saint-Germain nieder, heute Teil des 7. Arrondissements. Hier wollte er seine Aufnahme in die Académie des sciences vorantreiben. Buffon verfasste eine Abhandlung mit dem Titel Mémoire sur le jeu du franc-carreau (Denkschrift über das Spiel Franc-Carreau), in der er die Differentialrechnung auf die Wahrscheinlichkeitsrechnung anwandte und das Studium geometrischer Wahrscheinlichkeiten initiierte. In dieser Abhandlung, die er der Akademie zur Begutachtung vorlegte, führte er auch das später nach ihm benannte „Nadelproblem“ ein. Émilie du Châtelet und Pierre-Louis Moreau de Maupertuis legten am 25. April 1733 ein sehr wohlwollendes Gutachten vor. Châtelet verlas Buffons Schrift auf dem nächsten Treffen der Académie des sciences.
Buffon war bereits nach Montbard zurückgekehrt, wo er seinen Hauptwohnsitz errichten wollte. Er ließ sein bescheidenes Geburtshaus abreißen, kaufte einige Nachbargebäude und ließ ein ausgedehntes Herrenhaus erbauen. Auf der umgebenden Hügelkuppe ließ er einige der mittelalterlichen Befestigungsanlagen niederreißen. An ihrer Stelle entstand ein ausgedehnter, terrassenförmiger Park mit einer Menagerie, einem Laboratorium und einer Arbeitsstätte, in der er einen Großteil seiner Naturgeschichte verfasste. Jean-Frédéric Phélypeaux, comte de Maurepas, Staatssekretär des königlichen Haushalts und der Marine, hatte sich bereits 1731 an die Akademie mit der Bitte gewandt, Methoden zu entwickeln, mit denen sich die Festigkeit und Langlebigkeit des zum Schiffsbau eingesetzten Holzes verbessern lasse. Der Akademie standen zur Durchführung der notwendigen Untersuchungen jedoch keine ausreichenden Mittel zur Verfügung. Buffon, dem die Wälder bei Montbard gehörten, begann im Mai 1733 mit entsprechenden Experimenten.
Im Herbst 1733 war Buffon wieder in Paris. Am 12. Dezember 1733 wurde bekanntgegeben, dass in der Académie des sciences die Stelle eines Associé astronome neu zu besetzen sei. Die Akademie schlug Giovanni Domenico Maraldi, der bereits Adjoint mécanicien war, sowie Buffon für die freie Position vor. Der König bestimmte, dass Maraldi die Position erhalten solle und zu gleich Jean-Paul Grandjean de Fouchy (1707–1788) dessen alte Stelle einnehmen solle. Damit wurde die Position eines Adjoint mécanicien frei, für die am 23. Dezember unter anderem Buffon  vorgeschlagen wurde. Am 9. Januar 1734 hatte Buffon sein Ziel, die Aufnahme in die Académie des sciences, erreicht.

### Weiterer Werdegang
König Ludwig XV. ernannte Buffon 1739 zum Intendanten des Jardin du Roi in Paris.

## Familie
Georges-Louis Leclerc heiratete am 21. September 1752 Marie-Françoise de Saint-Belin-Malain (1732–1769). Mit ihr hatte er die Tochter Marie-Henriette (1758–1759) und den Sohn Georges Louis Marie (1764–1794), der am 10. Juni 1794 guillotiniert wurde.

## BuffonsNaturgeschichte

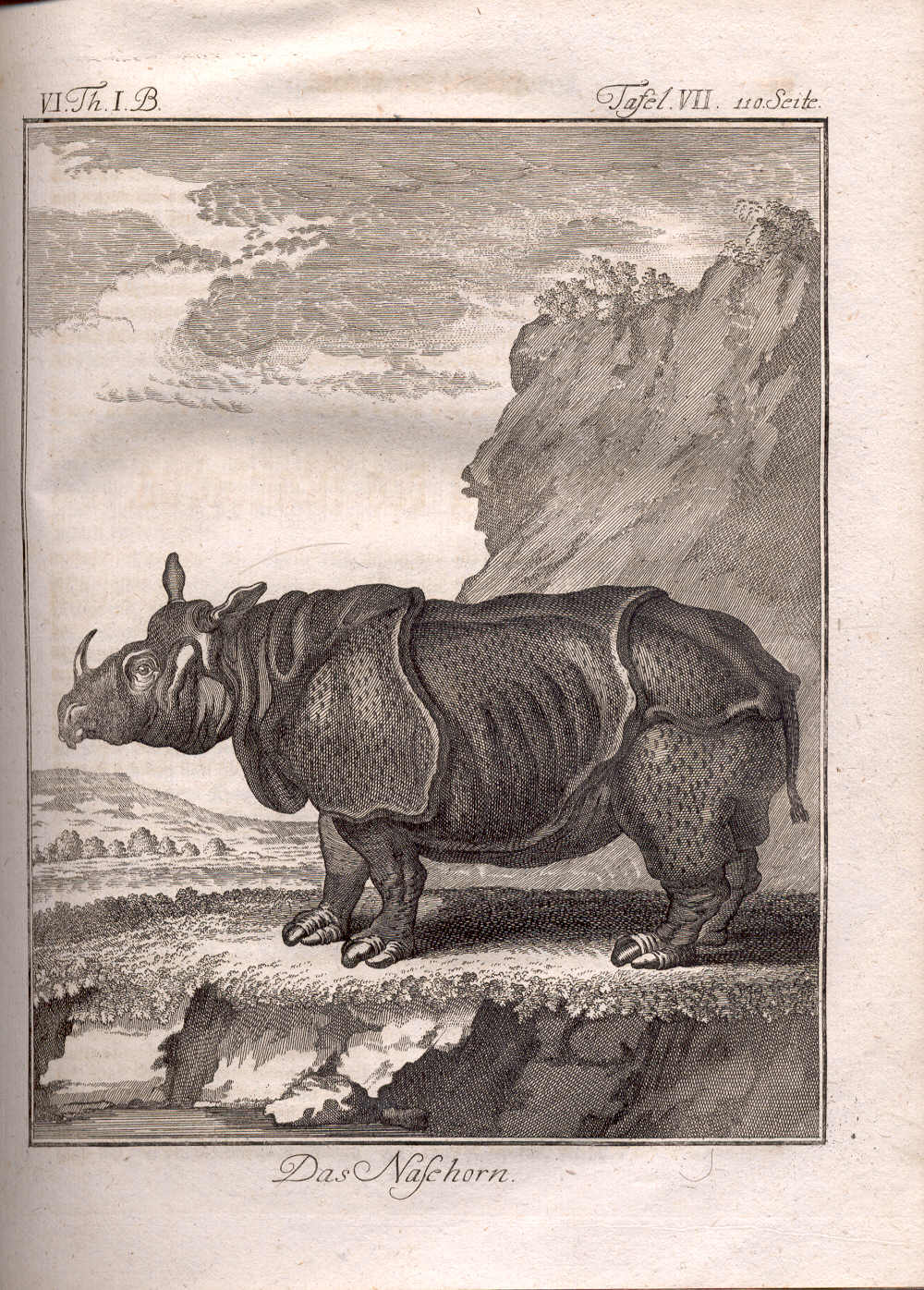
Das Nasehorn. Kupferstich aus Buffon, Allgemeine Historie der Natur. Holle: Leipzig 1767; Sechsten Theils erster Band, Tafel VII, S. 110 f. Die Abbildung stellt das im 18. Jahrhundert in Europa bekannt gewordene Nashorn Clara dar.

Buffons Hauptwerk ist die Histoire naturelle générale et particulière deren erste 15 Bände er in Zusammenarbeit mit Louis Jean Marie Daubenton verfasste. Ab 1749 bis zu seinem Tod 1788 erschienen 36 Bände. Unter Federführung von Bernard Germain de Lacépède wurden von 1788 bis 1804 weitere acht Bände veröffentlicht.
In Frankreich verschaffte das in vielen Sprachen übersetzte Werk seinem Urheber große wissenschaftliche Anerkennung und Popularität.
Eine deutsche Ausgabe (Allgemeine Historie der Natur), versehen mit einem Vorwort Albrecht von Hallers, erschien ab 1752 bei Grund und Holle in Hamburg, ab 1766 auch bei Holle in Leipzig. Eine „Berliner Ausgabe“ besorgte Joachim Pauli ab 1771.

## Rezeption
Entgegen der von seinem Zeitgenossen Carl von Linné vertretenen Auffassung, dass die ganze Natur mittels einer Taxonomie erfasst werden könne, vertrat Buffon die Ansicht, dass die Natur zu unterschiedlich und zu reich sei, um sich einem so strengen Rahmen anzupassen. Das naturwissenschaftliche Wirken Buffons basierte auf den Methoden von Beobachtung und Experiment. Er versuchte, die Entstehung der Lebewesen durch Urzeugung aus kleinsten Teilchen und ihre Entwicklung als Folge klimatischer Änderungen zu erklären, und setzte dem hierarchischen System Linnés die Idee einer evolutionären Stufenleiter entgegen. Seine Theorie stützte Buffon durch vergleichend-anatomische Studien. So erklärte er nutzlose Körperteile durch die Rückbildung ehemals nützlicher Teile eines Vorfahren. Buffon vertrat die Ansicht, dass alle Mitglieder einer Familie von Arten vom gleichen Vorfahren abstammen, von dem ausgehend sich einige vervollkommnet, andere jedoch zurückgebildet haben. Buffon sah zum Beispiel in einem Affen einen unvollständigen oder rückgebildeten Menschen. Mit seinen Überlegungen gehört er zu den frühesten Vordenkern der Evolutionstheorie, da er einen Artwandel annahm.

## Ehrungen
Am 7. Februar 1740 wurde Buffon zum Mitglied („Fellow“) der Royal Society 1782 wurde Buffon in die American Academy of Arts and Sciences gewählt. Seit 1777 war er Ehrenmitglied der Russischen Akademie der Wissenschaften in Sankt Petersburg.
Carl von Linné benannte ihm zu Ehren die Gattung Bufonia der Pflanzenfamilie der Nelkengewächse (Caryophyllaceae). Buffonia Adans. (1763), Buffona Cothen. (1790) und Buffonea W.D.J.Koch (1836) sind weitere (ungültige) Schreibweisen des wissenschaftlichen Namens der Gattung.
Der Mondkrater Buffon und der Asteroid (7420) Buffon wurden ebenfalls nach ihm benannt. Gleiches gilt für die Buffon-Inseln in der Antarktis.

## Schriften (Auswahl)

### Allgemeine Naturgeschichte
Französische Originalausgaben
- Histoire naturelle, générale et particulière. Imprimerie Royale, später Plassan, Paris 1749–1804, 44 Bände im Quart-Format
  - Histoire naturelle, générale et particulière, avec la description du Cabinet du Roy. 15 Bände, Imprimerie Royale, Paris 1749–1767 (Band 1, Band 2, Band 3, Band 4, Band 5, Band 6, Band 7, Band 8, Band 9, Band 10, Band 11, Band 12, Band 13, Band 14, Band 15) – mit Daubenton.
    - Neuauflage der Bände 1 bis 3, Pierre de Hondt, Den Haag 1750 (Band 1, Band 2, Band 3).

  - Histoire naturelle des oiseaux. 9 Bände, Imprimerie Royale, Paris 1770–1783 (Band 1, Band 2, Band 3, Band 4, Band 5, Band 6, Band 7, Band 8, Band 9; doi:10.3931/e-rara-7296) – mit Philippe Guéneau de Montbeillard und Gabriel Bexon.
  - Supplément à l’Histoire naturelle. 7 Bände, Imprimerie Royale, Paris 1774–1789 (Band 1 , Band 2, Band 3, Band 4, Band 5, Band 6, Band 7).
  - Histoire naturelle des minéraux (et traité de l’aimant). 5 Bände, Imprimerie Royale, Paris 1783–1788 (Band 1, Band 2, Band 3, Band 4, Band 5).
  - Histoire des quadrupèdes ovipares et des serpents. 2 Bände, Hôtel de Thou, Paris 1788–1789 (Band 1, Band 2) – von Lacépède.
  - Histoire naturelle des poissons. 5 Bände, Plassan, Paris 1798–1803 (Band 1, Band 2, Band 3, Band 4, Band 5) – von Lacépède.
  - Histoire naturelle des cétacés. Plassan, Paris 1804 (Digitalisat) – von Lacépède.

Moderne französische Ausgabe
- Stéphane Schmitt, Cédric Crémière (Hrsg.): Oeuvres Complètes. 36 Bände (geplant), Honoré Champion, 2007–
  - Band 1: Histoire naturelle, generale et particulière, avec la description du cabinet du Roy. Band 1, 2007, ISBN 978-2-7453-1601-1.
  - Band 2: Histoire naturelle, generale et particulière, avec la description du cabinet du Roy. Band 2, 2008, ISBN 978-2-7453-1729-2.
  - Band 3: Histoire naturelle, generale et particulière, avec la description du cabinet du Roy. Band 3, 2009, ISBN 978-2-7453-1730-8.
  - Band 4: Histoire naturelle, generale et particulière, avec la description du cabinet du Roi. Band 4, 2010, ISBN 978-2-7453-1928-9.
  - Band 5: Histoire naturelle, generale et particulière, avec la description du cabinet du Roi. Band 5, 2010, ISBN 978-2-7453-2057-5.
  - Band 6: Histoire Naturelle, generale et particulière, avec la Description du Cabinet du Roi. Band 6, 2011, ISBN 978-2-7453-2150-3.
  - Band 7: Histoire Naturelle, generale et particulière, avec la Description du Cabinet du Roi. Band 7, 2011, ISBN 978-2-7453-2239-5.
  - Band 8: Histoire Naturelle, generale et particulière, avec la Description du Cabinet du Roi. Band 8, 2014, ISBN 978-2-7453-2615-7.
  - Band 9: Histoire Naturelle, generale et particulière, avec la Description du Cabinet du Roi. Band 9, 2016, ISBN 978-2-7453-2994-3.
  - Band 10: Histoire Naturelle, generale et particulière, avec la Description du Cabinet du Roi. Band 10, 2017, ISBN 978-2-7453-3456-5.
  - Band 11: Histoire Naturelle, generale et particulière, avec la Description du Cabinet du Roi. Band 11, 2018, ISBN 978-2-7453-4730-5.
  - Band 12: Histoire Naturelle, generale et particulière, avec la Description du Cabinet du Roi. Band 12, 2018, ISBN 978-2-7453-4732-9.
  - Band 13: Histoire Naturelle, generale et particulière, avec la Description du Cabinet du Roi. Band 13, 2019, ISBN 978-2-7453-5034-3.
  - Band 14: Histoire Naturelle, generale et particulière, avec la Description du Cabinet du Roi. Band 14, 2020, ISBN 978-2-7453-5234-7.
  - Band 15: Histoire Naturelle, generale et particulière, avec la Description du Cabinet du Roi. Band 15, 2021, ISBN 978-2-7453-5451-8.
  - Band 16: Histoire Naturelle des Oiseaux. Band 1, 2021, ISBN 978-2-7453-5453-2.
  - Band 17: Histoire Naturelle des Oiseaux. Band 2, 2022, ISBN 978-2-7453-5666-6.
  - Band 18: Histoire Naturelle des Oiseaux. Band 3, 2024, ISBN 978-2-7453-5984-1.

Deutsche Übersetzungen
- Allgemeine Historie der Natur nach allen ihren besonderen Theilen abgehandelt.
  - 1.–4. Teil, Holle, Hamburg / Leipzig 1750–1765 (1. Teil, 1. Band, 1. Teil, 2. Band, 2. Teil, 1. Band, 2. Teil, 2. Band, 3. Teil, 1. Band, 3. Teil, 2. Band, 4. Teil, 1. Band, 4. Teil, 2. Band).
  - 5.–9. Teil, Holle, Leipzig 1766–1776 (5. Teil, 1. Band, 5. Teil, 2. Band, 6. Teil, 1. Band, 6. Teil, 2. Band, 7. Teil, 1. Band, 7. Teil, 2. Band, 8. Teil, 1. Band, 8. Teil, 2. Band, 9. Teil, 1. Band, 9. Teil, 2. Band).
  - 10.–11. Teil, Heinsius, Leipzig 1779–1782 (10. Teil, 1. Band, 10. Teil, 2. Band, 11. Teil, 1. Band, 11. Teil, 2. Band).
- Herrn von Buffons allgemeine Naturgeschichte. Eine freye mit einigen Zusätzen vermehrte Übersetzung nach der neuesten französ. Außgabe von 1769. 7 Bände, Joachim Pauli, Berlin 1771–1774 (Band 1, Band 2, Band 3, Band 4, Band 5, Band 6, Band 7) – übersetzt und angemerkt durch Friedrich Martini.
  - Neuauflage: Joseph Georg Traßler, Troppau 1785 (Band 1, Band 2, Band 3, Band 5, Band 5, Band 6, Band 7).
  - Neuausgabe der „Berliner Ausgabe“: Zweitausendeins, Frankfurt a. M. 2008, ISBN 978-3861508793.
- Büffon’s sämmtliche Werke, sammt den Ergänzungen, nach der Klassifikation von G. Cuvier. Übersetzt von Heinrich J. Schaltenbrand, 9 Bände, Expedition von Büffons Naturgeschichte, Köln 1836–1840 (Band 1, Band 2, Band 3, Band 4, Band 5, Band 6, Band 7, Band 8, Band 9).

Englische Übersetzungen
- The natural history of animals, vegetables, and minerals; with the theory of the earth in general. T. Bell, London 1775–1776 (Band 1, Band 2, Band 3, Band 4, Band 5, Band 6) – übersetzt von John Murdoch (1747–1824) und William Kenrick (um 1725–1779).
- Natural history, general and particular. 9 Bände, William Creech, Edinburgh 1780–1785 (Volltext) – übersetzt von William Smellie.
  - 2. Auflage. 9 Bände, W. Strahan and T. Cadell, London 1785 (Band 1, Band 2, Band 3, Band 4, Band 6, Band 8, Band 9).
  - 3. Auflage. 9 Bände, W. Strahan and T. Cadell, London 1791.
  - Neue Auflage. 20 Bände, T. Cadell and W. Davies, London 1812 (Digitalisate).

### Zeitschriftenbeiträge
- Bernard le Bouyer de Fontenelle: Solutions de problèmes sur le jeu du franc-carreau. Analyse de ce mémoire. In: Histoire de l’Académie royale des sciences. Année 1733. Paris 1735, S. 43–45 (Digitalisat, PDF).
- Bernard le Bouyer de Fontenelle: Sur un problème de méchanique. In: Histoire de l’Académie royale des sciences. Année 1733. Paris 1735, S. 95–98 (Digitalisat, PDF).
- Bernard le Bouyer de Fontenelle: Observation de méchanique où Buffon propose de tanner les cuirs avec le bois du chesne. In: Histoire de l’Académie royale des sciences. Année 1736. Paris 1739, S. 119–120 (Digitalisat, PDF).
- Recherches de la cause de l’excentricité des couches ligneuses qu’on apperçoit quand on coupe horizontalement le tronc d’un arbre; de l’inégalité d’épaisseur et du différent nombre de ces couches tant dans le bois formé que dans l’aubier. In: Mémoire de l’Académie royale des sciences. Année 1737. Paris 1740, S. 121–134 (PDF – mit Henri-Louis Duhamel du Monceau).
- Observations des différents effets que produisent sur les végétaux les grandes gelées d’hyver et les petites gelées du printemps. In: Mémoire de l’Académie royale des sciences. Année 1737. Paris 1740, S. 273–298 (PDF – mit Henri-Louis Duhamel du Monceau).
- Bernard le Bouyer de Fontenelle: Sur la manière dont les arbres croissent et sur les dommages que la gelée leur fait. In: Histoire de l'Académie royale des sciences. Année 1737. Paris 1740, S. 65–71 (PDF).
- Mémoire sur un moyen facile d’augmenter la solidité, la force et la durée du bois. In: Mémoire de l’Académie royale des sciences. Année 1738. Paris 1740, S. 169–184 (PDF).
- Mémoire sur la conservation et le rétablissement des forêts. In: Mémoire de l’Académie royale des sciences. Année 1739. Paris 1741, S. 140–156 PDF.
- Expériences sur la force du bois. In: Mémoire de l’Académie royale des sciences. Année 1740. Paris 1742, S. 453–467 (PDF).
- Expériences sur la force du bois. Second Mémoire. In: Mémoire de l’Académie royale des sciences. Année 1741. Paris 1744, S. 292–334 (PDF).
- Bernard le Bouyer de Fontenelle: Théorie des fusées volantes, et moyen de les rendres plus parfaites. In: Histoire de l’Académie royale des sciences. Année 1740. Paris 1742, S. 105–110 (PDF).
- Formules sur les échelles arithmétiques où l’on indique le moyen de ramener promptement de grands nombres à l’expression de l’espèce de progression dont on s’est servi. louches. In: Mémoire de l’Académie royale des sciences. Année 1741. Paris 1741, S. 219–221 (PDF).
- Mémoire sur la culture des forêts. In: Mémoire de l’Académie royale des sciences. Année 1742. Paris 1745, S. 233–246 (PDF).
- Dissertation sur les couleurs accidentelles. In: Mémoire de l’Académie royale des sciences. Année 1743. Paris 1746, S. 147–158 (PDF).
- Dissertation sur la cause du strabisme ou des yeux louches. In: Mémoire de l’Académie royale des sciences. Année 1743. Paris 1746, S. 231–248 (PDF).
- Jean-Paul Grandjean de Fouchy: Buffon fait voir à l'Académie un petit veau mort-né monstrueux. In: Histoire de l’Académie royale des sciences. Année 1744. Paris 1748, S. 12 (PDF).
- Réflexions sur la loi d’attraction. In: Mémoire de l’Académie royale des sciences. Année 1745. Paris 1749, S. 493–500 (Digitalisat, PDF).
- Addition au mémoire qui a pour titre: Réflexions sur la loi d’attraction. In: Mémoire de l’Académie royale des sciences. Année 1745. Paris 1749, S. 551–552 (Digitalisat),
- Seconde addition au mémoire qui a pour titre: Réflexions sur la loi d’attraction. In: Mémoire de l’Académie royale des sciences. Année 1745. Paris 1749, S. 580–583 (Digitalisat).
- Invention des miroirs ardens, pour brûler à une grande distance. In: Mémoire de l’Académie royale des sciences. Année 1747. Paris 1751, S. 82–101 (PDF).
- Découverte de la liqueur séminale dans les femelles vivipares, et du réservoir qui la contient. In: Mémoire de l’Académie royale des sciences. Année 1748. Paris 1752, S. 211–228 (PDF).
- Nouvelle invention des miroirs ardens. In: Mémoire de l’Académie royale des sciences. Année 1748. Paris 1752, S. 305–312 (PDF).

### Übersetzungen durch Buffon
- Stephen Hales: La statique des végétaux, et l’analyse de l’air. Expériences nouvelles lûes à la Société royale de Londres. Debure, Paris 1735 (Digitalisat).
  - Neue Ausgabe, Paris 1779 (Digitalisat).
- Isaac Newton: La Méthode des fluxions et des suites infinies. Debure, Paris 1740 (Digitalisat, Digitalisat).

### Gesamtausgaben
- Oeuvres complètes de M. le C.te de Buffon. 27 Bände, Imprimerie royale, Paris 1774–1789 (Digitalisat).
- Jean-Marie de Lanessan (Hrsg.): Oeuvres Complètes de Buffon. 14 Bände, Paris 1884–1886 (Band 1, Band 2, Band 3, Band 4, Band 5, Band 6, Band 7, Band 8, Band 9, Band 10, Band 11, Band 12, Band 13, Band 14).